# NGC 4760
NGC 4760 é uma galáxia elíptica (E) localizada na direcção da constelação de Virgo. Possui uma declinação de -10° 29' 41" e uma ascensão recta de 12 horas, 53 minutos e 07,2 segundos. Foi descoberta em 1876 pelo astrônomo alemão August Winnecke.